# Micadina fujianensis
Micadina fujianensis är en insektsart som beskrevs av Liu, S.L. och Cai 1994. Micadina fujianensis ingår i släktet Micadina och familjen Diapheromeridae. Inga underarter finns listade i Catalogue of Life.